# Mijailo Mudryk

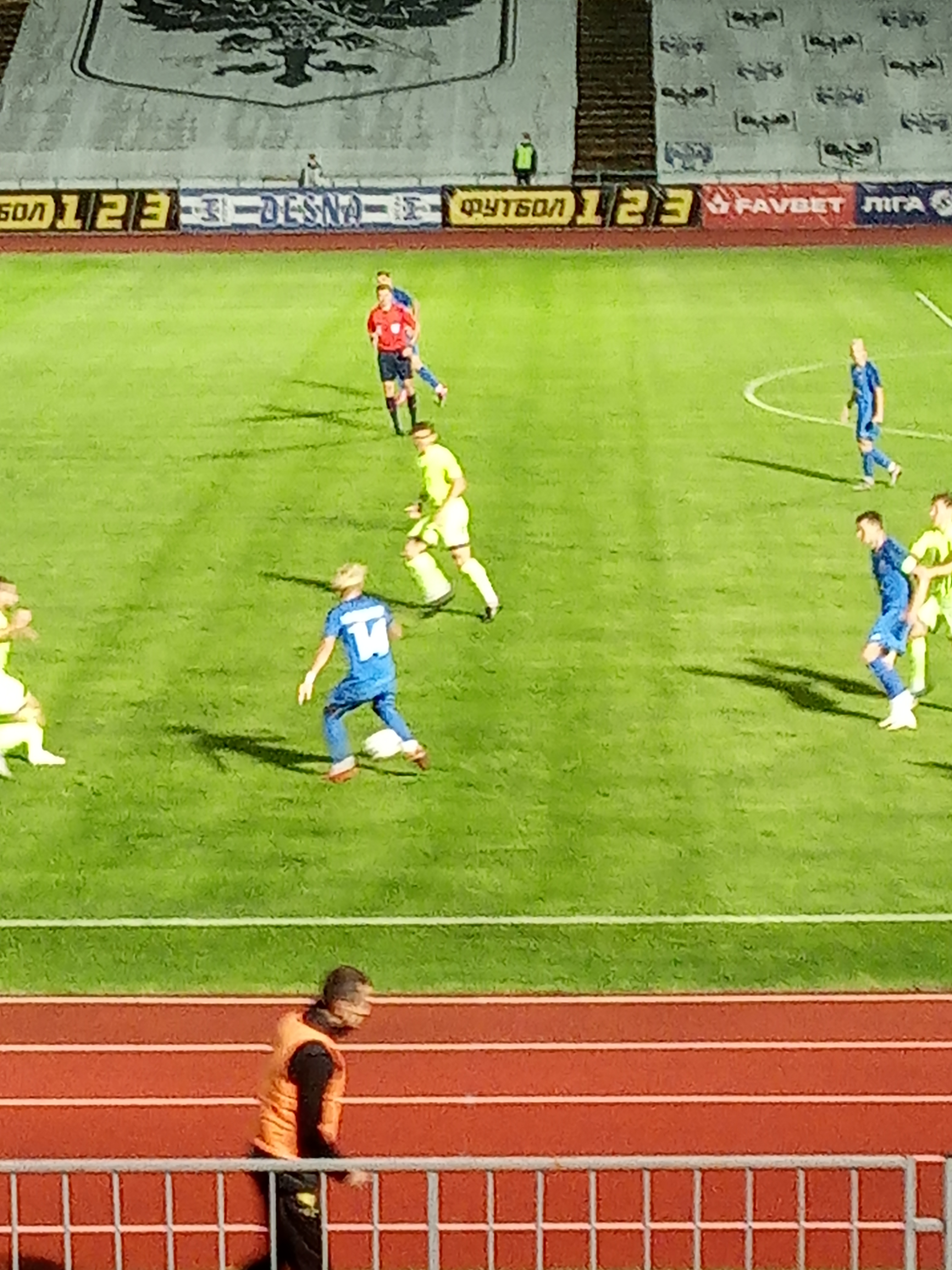
Mudryk en un partido en 2020

Mijailo Mudryk (Krasnogrado, Ucrania, 5 de enero de 2001) es un futbolista ucraniano que juega de delantero en el Chelsea F. C. de la Premier League de Inglaterra.

## Trayectoria
Comenzó a jugar al fútbol en el F. C. Metalist Járkov en 2010. Luego se mudó a la academia Dnipro Dnipropetrovsk.
Se mudó a la academia de Shajtar Donetsk en 2016.
En la temporada 2018-19 jugó para el Shajtar en la categoría sub-21. En 2018 formó parte del equipo profesional. Paulo Fonseca le dio su debut absoluto cuando tenía 17 años en un partido de la Copa de Ucrania contra el Olimpik Donetsk el 31 de octubre de 2018.
En febrero de 2019 fue cedido al Arsenal Kiev de la Liga Premier de Ucrania por el resto de la temporada 2018-19, jugando 10 partidos sin marcar ningún gol. Volvió al Shajtar en la temporada 2019-20, jugando contra Desná Chernígov, Kolos Kovalivka y FC Oleksandria contribuyendo a ganar el título de liga. En el verano de 2020 firmó un contrato de préstamo con el Desná Chernígov y se clasificó para la tercera ronda de clasificación de la Liga Europa de la UEFA. Permaneció 4 meses en Chernígov donde jugó 10 partidos en la Premier League de Ucrania y una vez en la Copa de Ucrania.
El 8 de enero de 2021 regresó al Shajtar y jugó 3 partidos en la Liga Premier de Ucrania.
El entrenador del Shajtar, Roberto De Zerbi, dijo que lo consideraba como uno de los mejores jugadores jóvenes y agregó que «si no lo llevo a un nivel alto, lo consideraré una derrota personal». El 18 de septiembre de 2021 marcó su primer gol en un partido de liga contra el FC Mariúpol. Tras numerosas grandes actuaciones para el Shajtar, Mudryk atrajo la atención de varios clubes europeos, incluidos el Sevilla F. C. y el Arsenal F. C.
El 6 de septiembre de 2022 marcó su primer gol en la Liga de Campeones de la UEFA en la victoria como visitante por 4-1 sobre el R. B. Leipzig.
Después de destacar en las últimas dos temporadas con el equipo ucraniano en las que marcó 12 goles y brindo 16 asistencias, el 15 de enero de 2023 el Chelsea F. C. de la Premier League lo fichó a cambio de 70 millones de euros, que aumenta a 100 millones con variables, firmando un contrato de ocho años y medio. Recibió el dorsal número 15. Marcó su primer gol con el club londinense el 1 de octubre de 2023 en el encuentro contra el Fulham por la Premier League 2023-24.
En agosto de 2024, dio positivo en una prueba antidopaje por una «sustancia prohibida no identificada», que algunos medios apuntaron que sería en meldonio. Su club emitió un comunicado oficial defendiendo al futbolista a la espera de un contraanálisis en diciembre de 2024, si bien se mantuvo sin disputar partidos desde el 1 de diciembre.

## Selección nacional
Ha sido internacional sub-17, sub-19 y sub-21 con la selección de fútbol de Ucrania. Con la absoluta debutó el 1 de junio de 2022 en un partido de clasificación para el Mundial 2022 ante Escocia en el que ganaron por tres goles a uno.

### Participaciones en Eurocopas
| Copa          | Sede     | Resultado    | Partidos | Goles |
| ------------- | -------- | ------------ | -------- | ----- |
| Eurocopa 2024 | Alemania | Primera fase | 2        | 0     |

## Vida personal
Nació y se crio en Krasnogrado, óblast de Járkov. Cristiano ortodoxo, suele llevar iconos religiosos a los partidos y ha hablado abiertamente de la importancia que tiene la fe para él. Tiene varios tatuajes, pero considera que el que dice «Solo Jesús» es el más importante.

## Estadísticas

### Clubes
Actualizado al último partido disputado el 28 de noviembre de 2024.
| Club                            | Div.          | Temporada     | Liga  | Liga  | Liga   | Copas nacionales | Copas nacionales | Copas nacionales | Copas internacionales | Copas internacionales | Copas internacionales | Total | Total | Total  |
| Club                            | Div.          | Temporada     | Part. | Goles | Asist. | Part.            | Goles            | Asist.           | Part.                 | Goles                 | Asist.                | Part. | Goles | Asist. |
| ------------------------------- | ------------- | ------------- | ----- | ----- | ------ | ---------------- | ---------------- | ---------------- | --------------------- | --------------------- | --------------------- | ----- | ----- | ------ |
| F. K. Shajtar Donetsk · Ucrania | 1.ª           | 2018-19       | 0     | 0     | 0      | 1                | 0                | 0                | 0                     | 0                     | 0                     | 1     | 0     | 0      |
| Arsenal Kiev · Ucrania          | 1.ª           | 2018-19       | 10    | 0     | 0      | 0                | 0                | 0                | —                     | —                     | —                     | 10    | 0     | 0      |
| Arsenal Kiev · Ucrania          | Total club    | Total club    | 10    | 0     | 0      | 0                | 0                | 0                | 0                     | 0                     | 0                     | 10    | 0     | 0      |
| F. K. Shajtar Donetsk · Ucrania | 1.ª           | 2019-20       | 3     | 0     | 0      | 0                | 0                | 0                | 0                     | 0                     | 0                     | 3     | 0     | 0      |
| F. C. Desná Chernígov · Ucrania | 1.ª           | 2020-21       | 10    | 0     | 0      | 1                | 0                | 0                | —                     | —                     | —                     | 11    | 0     | 0      |
| F. C. Desná Chernígov · Ucrania | Total club    | Total club    | 10    | 0     | 0      | 1                | 0                | 0                | 0                     | 0                     | 0                     | 11    | 0     | 0      |
| F. K. Shajtar Donetsk · Ucrania | 1.ª           | 2020-21       | 3     | 0     | 0      | 0                | 0                | 0                | 0                     | 0                     | 0                     | 3     | 0     | 0      |
| F. K. Shajtar Donetsk · Ucrania | 1.ª           | 2021-22       | 11    | 2     | 7      | 1                | 0                | 1                | 7                     | 0                     | 1                     | 19    | 2     | 10     |
| F. K. Shajtar Donetsk · Ucrania | 1.ª           | 2022-23       | 12    | 7     | 6      | 0                | 0                | 0                | 6                     | 3                     | 2                     | 18    | 10    | 8      |
| F. K. Shajtar Donetsk · Ucrania | Total club    | Total club    | 29    | 9     | 13     | 2                | 0                | 1                | 13                    | 3                     | 3                     | 44    | 12    | 17     |
| Chelsea F. C. Inglaterra        | 1.ª           | 2022-23       | 15    | 0     | 2      | 0                | 0                | 0                | 2                     | 0                     | 0                     | 17    | 0     | 2      |
| Chelsea F. C. Inglaterra        | 1.ª           | 2023-24       | 31    | 5     | 2      | 10               | 2                | 0                | —                     | —                     | —                     | 41    | 7     | 2      |
| Chelsea F. C. Inglaterra        | 1.ª           | 2024-25       | 7     | 0     | 0      | 2                | 0                | 1                | 6                     | 3                     | 4                     | 16    | 3     | 5      |
| Chelsea F. C. Inglaterra        | Total club    | Total club    | 53    | 5     | 4      | 12               | 2                | 1                | 8                     | 3                     | 4                     | 73    | 10    | 9      |
| Total carrera                   | Total carrera | Total carrera | 102   | 14    | 17     | 15               | 2                | 2                | 21                    | 6                     | 7                     | 139   | 22    | 26     |

## Palmarés

### Títulos nacionales
| Título                  | Club                  | País    | Año  |
| ----------------------- | --------------------- | ------- | ---- |
| Liga Premier de Ucrania | F. K. Shajtar Donetsk | Ucrania | 2020 |
| Supercopa de Ucrania    | F. K. Shajtar Donetsk | Ucrania | 2021 |
| Liga Premier de Ucrania | F. K. Shajtar Donetsk | Ucrania | 2023 |

### Títulos internacionales
| Título                      | Equipo        | Sede      | Año  |
| --------------------------- | ------------- | --------- | ---- |
| Liga Conferencia de la UEFA | Chelsea F. C. | Breslavia | 2025 |